# Driopea schmidi
Driopea schmidi là một loài bọ cánh cứng trong họ Cerambycidae.